# Christopher Allport
Christopher Allport (Boston, Massachusetts, 17 de junio de 1947- Wrightwood, California, 25 de enero de 2008)  nacido como Alexander Wise Allport Jr, fue un actor estadounidense.

## Biografía
Alexander Wise Allport Jr. nació en Boston. Su vida como actor comenzó a los nueve años en New Canaan, Connecticut, en el Children's Theatre. Mientras estaba en la Universidad Northwestern, trabajó con el director Paul Sills. Actuó en Nueva York con el teatro público del Lincoln Center y con el ensemble Studio Theatre; y en Los Ángeles en el Taper, South Coast Repertory y con Padua Playwrights. En 2007, escribió y protagonizó "The Backroad Home", una memoria teatral con su música original, dirigida y desarrollada por Paul Linke y producida por su esposa, Susan Hayden (Ruskin Group Theatre).
Uno de sus primeros papeles en televisión fue el de Tim McGowan en la telenovela Another World (1973-1974). Alrededor de 1975 o 1976, Allport hizo una prueba de pantalla con la actriz Amy Irving para los papeles de Han Solo y la Princesa Leia, respectivamente, para el próximo rodaje de la película Star Wars de 1977. Ninguno de los actores obtuvo los papeles, que fueron para Harrison Ford y Carrie Fisher, respectivamente.
Sus créditos cinematográficos incluyen Savage Weekend, To Live and Die in LA, Jack Frost, Jack Frost 2: Revenge of the Mutant Killer Snowman y Garden Party, que se estrenó en 2008. Murió poco después de que se completara la última película. 
Su lista de créditos televisivos incluye apariciones en programas como Midnight Caller, The X-Files, Commander In Chief, ER, Felicity, Mad Men y Brothers & Sisters.
Su papel de Andrew Campbell en Mad Men iba a ser recurrente, aunque solo apareció en un episodio (temporada uno, episodio 4: "New Amsterdam"). En la segunda temporada, después de la muerte de Allport, mataron a su personaje en la historia del accidente de American Airlines y, más tarde, le dedicaron el programa.

## Vida personal
Allport estaba casado con la novelista Susan Hayden en el momento de su muerte. Tuvo dos hijos: Andrew (de un matrimonio anterior con la escritora / actriz Carolyn Allport) y Mason, su hijo de su matrimonio con Hayden. 
Allport había escrito una historia sobre los placeres del esquí en Los Angeles Times en 2004 en la que afirmaba que "cualquier excursión a las montañas requiere conciencia. Diviértete, pero ten cuidado" 

## Muerte
El 25 de enero de 2008, Allport fue una de las tres personas muertas por tres avalanchas cerca de la estación de esquí Mountain High en Wrightwood, condado de San Bernardino, California (en las montañas de San Gabriel). Hubo otras dos muertes: Michael McKay, un miembro fuera de servicio de la patrulla de esquí de la estación, y Darin Bodie Coffey. Un cuarto hombre, el patinador Oscar Gonzales, escapó luego de perderse y golpear contra una roca. Las tormentas invernales habían azotado recientemente el sur de California; las montañas de San Gabriel, aunque generalmente libres de avalanchas, habían sido alcanzadas por 0,91 m (3 pies) de nieve la semana antes de la muerte de Allport. 
Allport interpretó al padre de Pete Campbell, Andrew, en la serie dramática Mad Men de 2007-15 durante la primera temporada. Tras la muerte de Allport, los guionistas de Mad Men tuvieron que matar a su personaje, haciéndolo en 'Flight One', donde Andrew Campbell es uno de los fallecidos en el accidente del Vuelo 1 de American Airlines en Jamaica Bay, Nueva York, tras el despegue, el 1 de marzo de 1962. El episodio está dedicado en la memoria de Allport.

## Filmografía selecta
- Man on a Swing (1974) – Richie Tom Keating
- Savage Weekend (1976) - Nicky
- The Lincoln Conspiracy (1977) – Michael O'Laughlin
- City in Fear (1980) – Kenny Reiger
- Circle of Power (1981) – Jack Nilsson
- Dead & Buried (1981) – George Le Moyne / Freddie
- Who Will Love My Children? (1983) – Kenneth Handy
- Special Bulletin (1983) – Steven Levitt
- To Live and Die in L.A. (1985) – Max Waxman
- Spiker (1986) – Newt Steinbech
- Invasores de Marte (1986) – Captain Curtis
- Alex Haley's Queen (1993) – Union Officer
- The X Files (1994) - Jack Willis (Episodio: "Lazarus")
- Jack Frost (1997) – Sam Tiler
- Jack Frost 2: Revenge of the Mutant Killer Snowman(2000) – Sam Tiler
- Garden Party (2008) – Davey Diamond (final film role)